# Mosteiro de Santa Escolástica
O Mosteiro de Santa Escolástica, também conhecido como Mosteiro de Subiaco, é um dos doze mosteiros fundados no século VI por São Bento de Núrsia em Subiaco, no Lácio, Itália. É o primeiro mosteiro da Ordem de São Bento e no seu perímetro há grutas e pinturas que remontam à data da sua fundação.

## História
Bento de Núrsia era um estudante de 15 anos de idade quando em Roma viu-se situado fora de lugar entre seus colegas de mesma idade. Certo dia, em frente a um afresco na Igreja de São Bento em Piscinula, o então estudante Bento fez seus votos religiosos e, pouco tempo depois partiu sem rumo definido.
Chegando em Sublac (atual Subiaco), Bento encontrou uma caverna de dificil acesso e ali fez sua morada. Por três anos residiu na caverna, sendo auxiliado por um monge chamado Romano. Ao ser descoberto por pastores, Bento de Núrsia passou a receber visitas com pedidos de conselhos e orações.
São Bento se retirou de Subiaco para o convento de São Cosimato, em Vicovaro. Pouco tempo depois, retornou a Subiaco onde fundou 12 mosteiros dando início à organização da vida monástica, e aquilo que viria a ser conhecida como Regra de São Bento, e diretrizes como o Ora et Labora.
Em 1223, o mosteiro recebeu a visita de Francisco de Assis.
O mosteiro se destaca outrossim, por sua biblioteca, a qual atraiu atenção de eruditos alemães no período renascentista, devido a seu vasto catálogo que inclui raros manuscritos não apenas de textos religiosos, mas também de clássicos latinos.